# Kaupo Trail
Le Kaupo Trail est un sentier de randonnée de l'île de Maui, à Hawaï, un État américain de l'océan Pacifique. Ce sentier de 11,4 km classé National Recreation Trail depuis 1982 est protégé au sein du parc national de Haleakalā dans sa moitié nord, laquelle se connecte au Halemau‘u Trail non loin de la Palikū Cabin.